# Manio
まにお是一位自2019年开始在一迅社《Comic百合姬》上活跃的日本漫画家。2022年起开始在同社同刊物上出版作品《我希望你能像我爱你一样爱我！》。

## 作品列表

### 已完结
- 《污秽不堪的你最可爱了》（《Comic百合姬》[2]2019年8月号 - 2022年4月号、全5卷））

### 连载中
- 《我希望你能像我爱你一样爱我！》（《Comic百合姬》2022年11月号[3] - 2023年12月号[4]、全1卷[5]）